# Leskovice (Radomyšl)
Leskovice (německy Leskowitz) jsou malá vesnice, část městyse Radomyšl v okrese Strakonice v Jihočeském kraji. Nachází se asi jeden kilometr severozápadně od Radomyšle. Prochází zde silnice II/139. Je zde evidováno 33 adres. V roce 2011 zde trvale žilo 78 obyvatel.
Leskovice leží v katastrálním území Leskovice u Radomyšle o rozloze 3,56 km².

## Historie
První písemná zmínka o vesnici pochází z roku 1186.

## Obyvatelstvo
| Rok            | 1869 | 1880 | 1890 | 1900 | 1910 | 1921 | 1930 | 1950 | 1961 | 1970 | 1980 | 1991 | 2001 | 2011 | 2021 |
| -------------- | ---- | ---- | ---- | ---- | ---- | ---- | ---- | ---- | ---- | ---- | ---- | ---- | ---- | ---- | ---- |
| Počet obyvatel | 196  | 201  | 189  | 183  | 178  | 191  | 176  | 121  | 121  | 105  | 87   | 88   | 76   | 78   | 87   |
| Počet domů     | 27   | 30   | 32   | 30   | 29   | 30   | 30   | 29   | 29   | 27   | 25   | 29   | 30   | 31   | 35   |

## Obecní správa
Při sčítání lidu v letech 1850–1879 Leskovice byly osadou obce Chrášťovice v okrese Strakonice. V letech 1880–1959 byly samostatnou obcí v okrese Strakonice. Od roku 1960 jsou částí městyse Radomyšl v okrese Strakonice.

## Pamětihodnosti
- Venkovská usedlost čp. 2

## Galerie

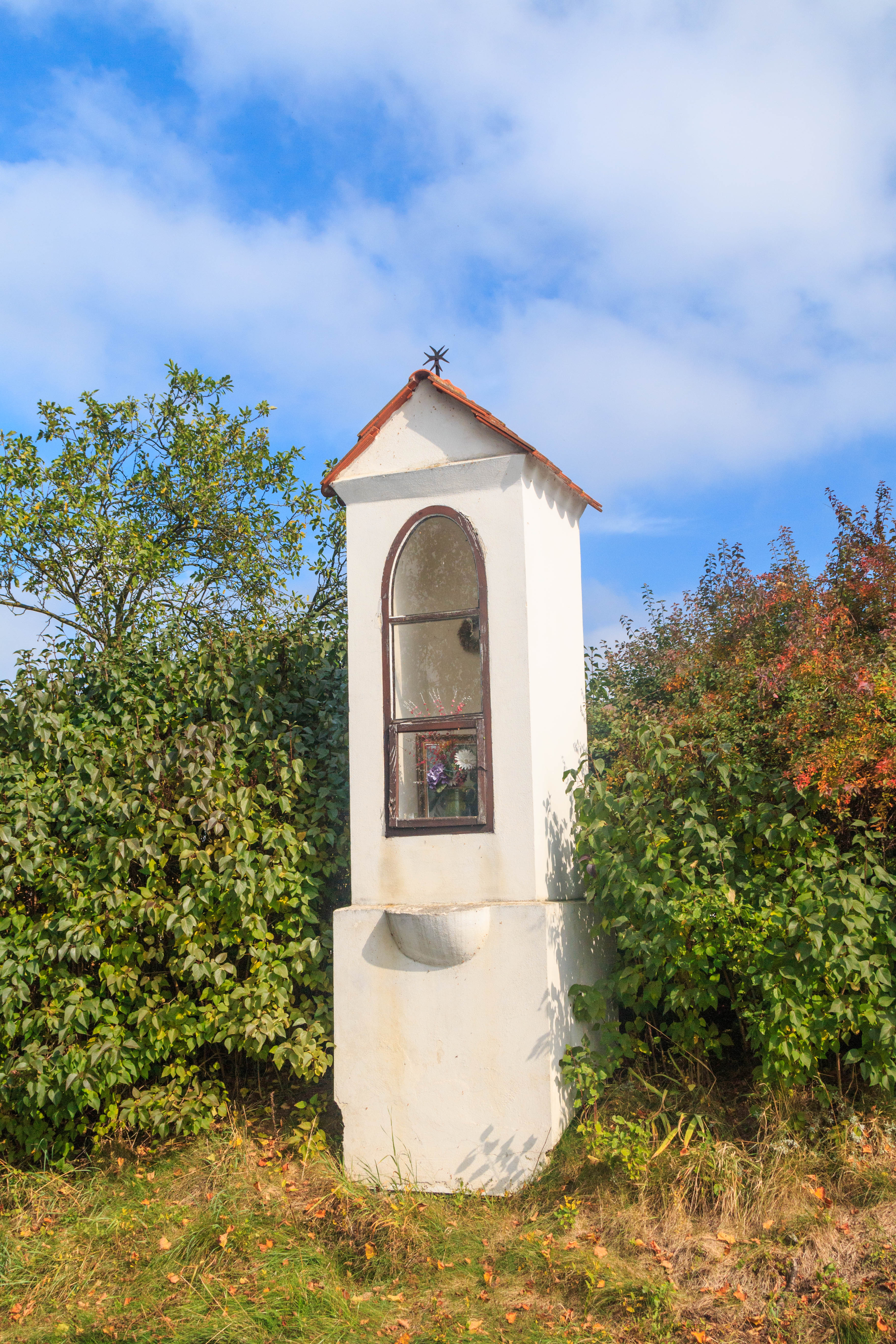
Výklenková kaplička
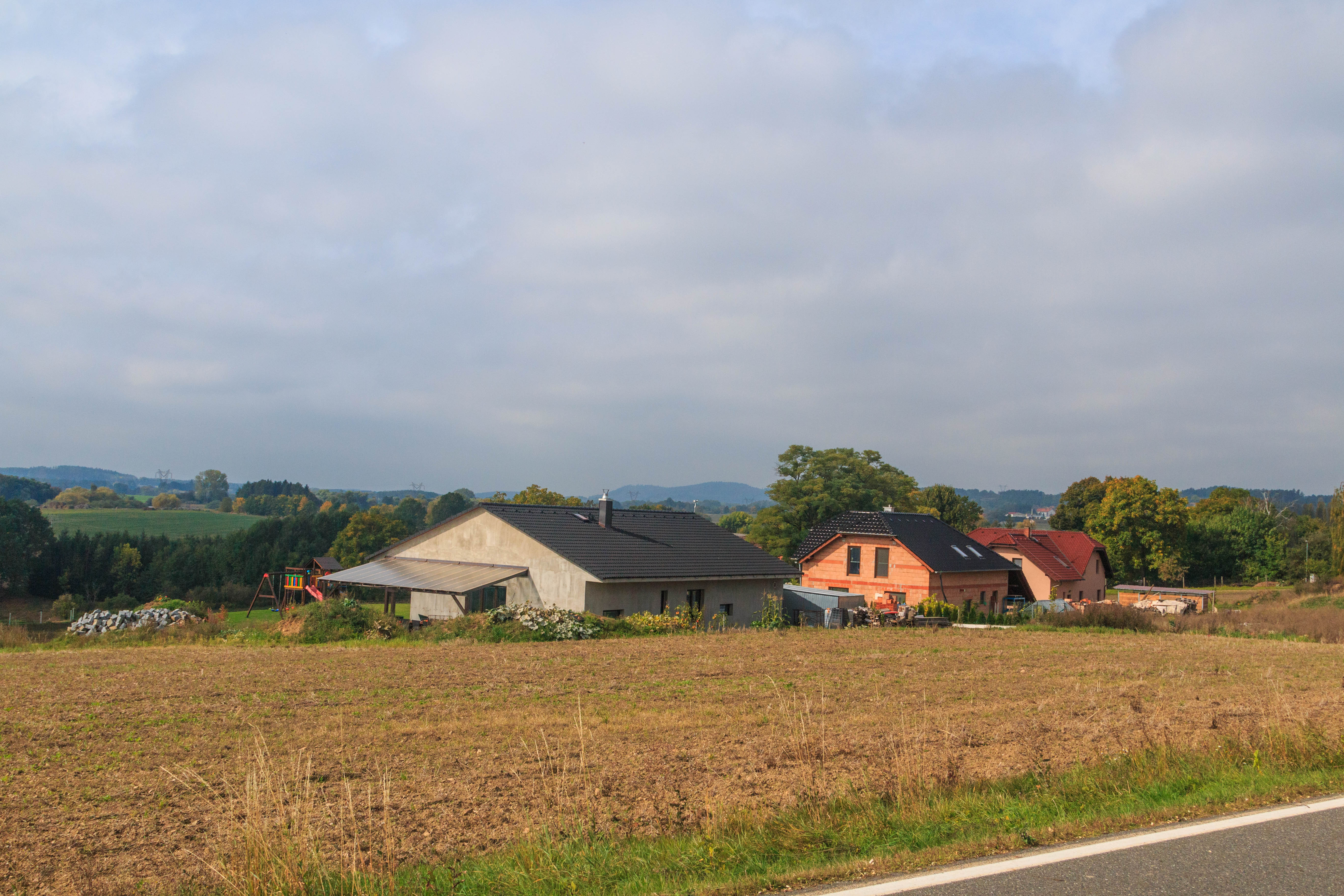
Usedlost čp. 41
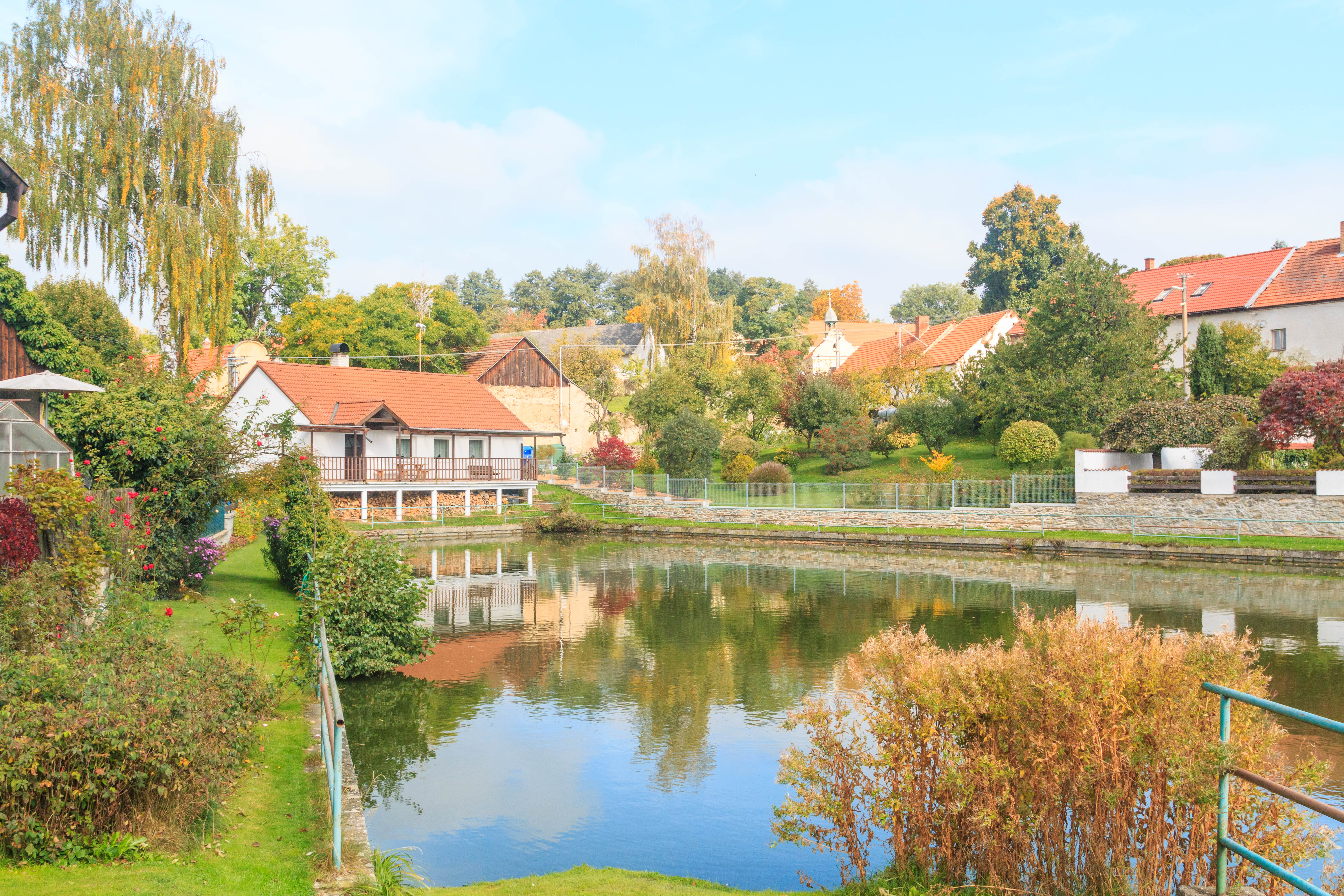
Usedlost čp. 21
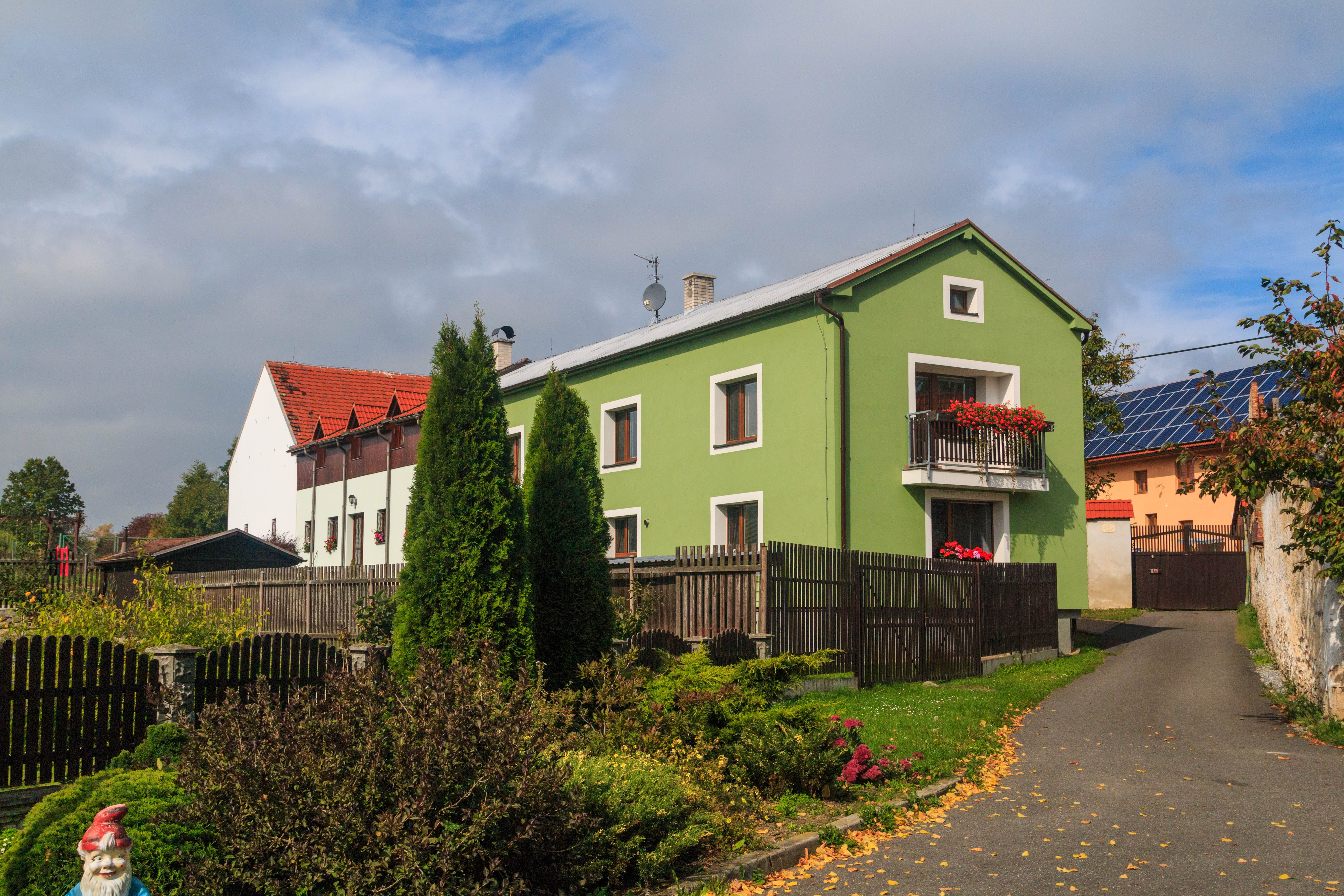
Dům čp. 24